# Scars (canção de Natalie Imbruglia)
"Scars" foi o segundo e último single tirado do álbum Come to Life, da cantora australiana Natalie Imbruglia.

## Música
"Scars" foi uma das primeiras faixas compostas para o álbum Come To Life. Cotada, inicialmente, para ser o primeiro single do disco, antes deste ter o lançamento cancelado em 2008, ganhou uma versão final acústica, que acentuou o tom melancólico da canção.

## Lançamento
Natalie apresentou a canção como novo single pela primeira vez em um show em Moscou em 11 de dezembro de 2009. A confirmação do lançamento foi dada em 24 de fevereiro de 2010 em seu twitter oficial. 
O single foi enviado às rádios e lojas virtuais britânicas em 22 de março e seria lançado comercialmente em 26 de abril de 2010 no Reino Unido. No entanto, teve o seu lançamento suspenso, embora tenha permanecido disponível em algumas lojas por um curto período de tempo, e sido comercializado na Irlanda.
Em 2015, Natalie mencionou em uma entrevista à publicação britânica Attitude que foi sua escolha não trabalhar mais o single, por estar cansada, na ocasião, da indústria musical.

## Videoclipe
O videoclipe da canção foi gravado em 25 de fevereiro em Londres, dirigido por Max & Dania, responsáveis por clipes de artistas como Emma Bunton, Girls Aloud e Oasis. Embora não tenha tido um lançamento oficial, diversas fotos da produção foram divulgadas pela cantora, mostrando um cenário simples, em fundo branco.

## Single Digital
- Versão Principal

1. "Scars (Single Version)"[7]
2. "Scars (Album Version)"